# Rejon plusski
Rejon plusski (ros. Плюсский район) – jednostka administracyjna wchodząca w skład obwodu pskowskiego w Rosji.
Centrum administracyjnym rejonu jest osiedle typu miejskiego Plussa, a główną rzeką Plussa i jej dopływy. W granicach rejonu usytuowane jest centrum administracyjnym osiedla miejskiego Zaplusje oraz centrum administracyjne wiejskiego osiedla: Lady.